# Javi Martel
Javier Martel de la Guardia (Las Palmas de Gran Canaria, España, 27 de abril de 1979) es un exfutbolista español que se desempeñaba como defensa. Se retiró en 2009 tras dos sesiones en el C. D. Toledo y el C. D. Marino, donde trataba de recuperarse de una larga lesión de menisco.

## Clubes
| Club                            | País   | Año       |
| ------------------------------- | ------ | --------- |
| Universidad de Las Palmas C. F. | España | 2001-2002 |
| U. D. Las Palmas                | España | 2002-2007 |
| C. D. Toledo                    | España | 2007-2008 |
| C. D. Marino                    | España | 2008-2009 |